# Airway Heights
Airway Heights ist eine City im Spokane County im US-Bundesstaat Washington, genau westlich von Spokane. Zum Zeitpunkt des United States Census 2020 hatte Airway Heights 10.757 Einwohner. Der Name der Stadt wurde aus der Nähe zu den Start- und Landebahnen der Fairchild Air Force Base und des Spokane International Airport abgeleitet.

## Geschichte
Airway Heights wurde offiziell am 28. Juni 1955 anerkannt.
Das Wachstum der Stadt wurde 1992 durch die Eröffnung des Airway Heights Corrections Center (ein Gefängnis) durch das Washington State Department of Corrections und des Northern Quest Resort & Casino durch den Kalispel-Stamm 2000 angestachelt. In jüngster Zeit trugen der Bau eines Wal-Mart Supercenter, verschiedener neuer Apartment-Häuser und die Entwicklung von Einfamilienhäusern sowie die Erweiterung des Northern Quest Casino zum fortgesetzten Aufschwung in Airway Heights bei. Der Spokane County Raceway Park befindet sich gleichfalls in Airway Heights und richtet wichtige Veranstaltungen um das Auto wie Beschleunigungsrennen, Stockcar-Rennen und gelegentliche Monster-Truck-Shows aus.

## Geographie
Nach dem United States Census Bureau nimmt die Stadt eine Gesamtfläche von 14,58 km² ein, worunter keine Wasserflächen sind.
Die Stadt liegt in der nordöstlichen Ecke des flachen Columbia Plateau. Während das Plateau vor allem eben ist, handelt es sich bei der Umgebung von Airway Heights um eher bewegtes Gelände; es ist Teil der Channeled Scablands. Die „Heights“ (dt. „Höhen“) im Stadtnamen beziehen sich auf die höhere Lage der Stadt gegenüber dem Stadtzentrum von Spokane. Auf dem Weg mit dem Auto von Downtown Spokane in die Stadt über den U.S. Highway 2, die Hauptstraße von Airway Heights, ist ein Anstieg von mehr als 150 Metern zu überwinden.
Der Highway 2 bildet die Haupt-Durchfahrt in Ost-West-Richtung. Er verbindet Airway Heights mit Fairchild im Westen und Spokane im Osten. Die Interstate 90 verläuft nur wenige Meilen südlich der Stadt.

## Klima
|                        | Jan    | Feb    | Mär    | Apr    | Mai   | Jun   | Jul   | Aug   | Sep   | Okt    | Nov    | Dez    |   |        |
| Mittl. Temperatur (°C) | −1,36  | 0,56   | 4,58   | 8,33   | 12,83 | 16,72 | 20,92 | 20,78 | 15,64 | 8,67   | 2,06   | −2,58  | ⌀ | 9      |
| Mittl. Tagesmax. (°C)  | 16,67  | 17,22  | 23,33  | 32,22  | 36,11 | 40,56 | 42,22 | 42,22 | 36,67 | 30,56  | 21,11  | 15,56  | ⌀ | 29,6   |
| Mittl. Tagesmin. (°C)  | −34,44 | −31,11 | −23,33 | −10,00 | −4,44 | 0,56  | 2,78  | 1,67  | −5,56 | −13,89 | −29,44 | −31,67 | ⌀ | −14,8  |
|                        |        |        |        |        |       |       |       |       |       |        |        |        |   |        |
| Niederschlag (mm)      | 45,47  | 33,78  | 40,89  | 32,51  | 41,15 | 31,75 | 16,26 | 14,99 | 17,02 | 29,97  | 58,42  | 58,17  | Σ | 420,38 |
|                        |        |        |        |        |       |       |       |       |       |        |        |        |   |        |
| Regentage (d)          | 13     | 10     | 11     | 10     | 10    | 7     | 5     | 3     | 5     | 7      | 13     | 13     | Σ | 107    |

| −34,44 |

| −31,11 |

| −23,33 |

| −10,00 |

| −4,44 |

| 0,56 |

| 2,78 |

| 1,67 |

| −5,56 |

| −13,89 |

| −29,44 |

| −31,67 |

| −34,44 |

| −31,11 |

| −23,33 |

| −10,00 |

| −4,44 |

| 0,56 |

| 2,78 |

| 1,67 |

| −5,56 |

| −13,89 |

| −29,44 |

| −31,67 |

## Demographie

### Census 2000
Nach der Volkszählung von 2000 gab es in Airway Heights 4.500 Einwohner, 958 Haushalte und 656 Familien. Die Bevölkerungsdichte betrug 356 pro km². Es gab 1.095 Wohneinheiten bei einer mittleren Dichte von 86,6 pro km².
Die Bevölkerung bestand zu 69,51 % aus Weißen, zu 10,47 % aus Afroamerikanern, zu 3,2 % aus Indianern, zu 1,84 % aus Asiaten, zu 0,38 % aus Pazifik-Insulanern, zu 1,56 % aus anderen „Rassen“ und zu 3,11 % aus zwei oder mehr „Rassen“. Hispanics oder Latinos „jeglicher Rasse“ bildeten 9,93 % der Bevölkerung.
Von den 958 Haushalten beherbergten 40,7 % Kinder unter 18 Jahren, 45,7 % wurden von zusammen lebenden verheirateten Paaren, 18,9 % von alleinerziehenden Müttern geführt; 31,5 % waren Nicht-Familien. 25,3 % der Haushalte waren Singles und 6,2 % waren alleinstehende über 65-jährige Personen. Die durchschnittliche Haushaltsgröße betrug 2,55 und die durchschnittliche Familiengröße 3,02 Personen.
Der Median des Alters in der Stadt betrug 34 Jahre. 16,9 % der Einwohner waren unter 18, 11,6 % zwischen 18 und 24, 46,8 % zwischen 25 und 44, 20,3 % zwischen 45 und 64 und 4,5 65 Jahre oder älter. Auf 100 Frauen kamen 263,2 Männer, bei den über 18-Jährigen waren es 325 Männer auf 100 Frauen.
Alle Angaben zum mittleren Einkommen beziehen sich auf den Median. Das mittlere Haushaltseinkommen betrug 29.829 US$, in den Familien waren es 31.344 US$. Männer hatten ein mittleres Einkommen von 26.117 US$ gegenüber 22.031 US$ bei Frauen. Das Pro-Kopf-Einkommen betrug 11.069 US$. Etwa 14,8 % der Familien und 22 % der Gesamtbevölkerung lebte unterhalb der Armutsgrenze; das betraf 21 % der unter 18-Jährigen und 3 % der über 65-Jährigen.

### Census 2010
Nach der Volkszählung von 2010 gab es in Airway Heights 6.114 Einwohner, 1.547 Haushalte und 1.035 Familien. Die Bevölkerungsdichte betrug 419,3 pro km². Es gab 1.727 Wohneinheiten bei einer mittleren Dichte von 118,4 pro km².
Die Bevölkerung bestand zu 78,5 % aus Weißen, zu 7,2 % aus Afroamerikanern, zu 3,7 % aus Indianern, zu 3,5 % aus Asiaten, zu 0,9 % aus Pazifik-Insulanern, zu 1,8 % aus anderen „Rassen“ und zu 4,4 % aus zwei oder mehr „Rassen“. Hispanics oder Latinos „jeglicher Rasse“ bildeten 8,3 % der Bevölkerung.
Von den 1547 Haushalten beherbergten 37,4 % Kinder unter 18 Jahren, 43,6 % wurden von zusammen lebenden verheirateten Paaren, 16,6 % von alleinerziehenden Müttern und 6,7 % von alleinstehenden Vätern geführt; 33,1 % waren Nicht-Familien. 25,1 % der Haushalte waren Singles und 5,4 % waren alleinstehende über 65-jährige Personen. Die durchschnittliche Haushaltsgröße betrug 2,54 und die durchschnittliche Familiengröße 3,01 Personen.
Der Median des Alters in der Stadt betrug 34,6 Jahre. 17,3 % der Einwohner waren unter 18, 11,1 % zwischen 18 und 24, 40,9 % zwischen 25 und 44, 25,2 % zwischen 45 und 64 und 5,6 65 Jahre oder älter. Von den Einwohnern waren 67,2 % Männer und 32,8 % Frauen.

## Bildung
Der Großteil der Stadt liegt im Cheney School District (Nr. 360). Der Nordosten gehört zum Great Northern School District (Nr. 312), der aber nur Einrichtungen vom Kindergarten bis zur 6. Klasse anbietet.

## Wirtschaft

### Spokane County Raceway
Der Spokane County Raceway ist eine der größten Rennstrecken im Binnen-Nordwesten. Es gibt Rennen im Oval, Beschleunigungsrennen und Straßenrennen.

## Kontroversen
Bürgermeister Patrick Rushing wurde im Juli 2015 zum Rücktritt gezwungen, nachdem er auf seiner Facebook-Seite Präsident Barack Obama als „monkey man“ (dt. etwa „Affenmensch“) und die First Lady Michelle Obama einen „Gorilla“ genannt hatte. Rushing bestritt dies zunächst und gab an, kein Rassist zu sein. Dies folgte einem früheren Vorfall im Jahr 2015, als Rushing seinen Posten als Schulbusfahrer aufgab, nachdem er beschuldigt worden war, Fahrerflucht begangen zu haben.
Im August 2015 reichte Rushing seinen Rücktritt ein. Er gab an: “I find it difficult to continue due to my declining health issues.” (dt. etwa: „Ich halte es für schwierig, wegen meiner nachlassenden Gesundheit weiterzumachen.“) Ihm folgte der damalige stellvertretende Bürgermeister Kevin Richey.